# Cryptocodon monocephalus
Cryptocodon monocephalus là loài thực vật có hoa trong họ Hoa chuông. Loài này được (Trautv.) Fed. mô tả khoa học đầu tiên năm 1957.